# Blagodàtnoie (Stàvropol)
|  | Per a altres significats, vegeu «Blagodàtnoie». |

Blagodàtnoie (en rus: Благодатное) és un poble del krai de Stàvropol, a Rússia, que el 2017 tenia 4.869 habitants. Pertany al districte rural de Petrovski.